# Musée de la mine d'Épinac
Le musée de la mine d'Épinac est consacré à l'histoire des houillères d'Épinac mais aussi au chemin de fer d'Épinac ainsi qu'à la verrerie.

## Localisation
Le musée est situé à Épinac, dans le département due la Saône-et-Loire en région Bourgogne-Franche-Comté.

## Organisation du bâtiment
Le musée est situé dans le sous-sol de la mairie et présente des photographies et objets divers liés à l'histoire économique de la commune et des environs.

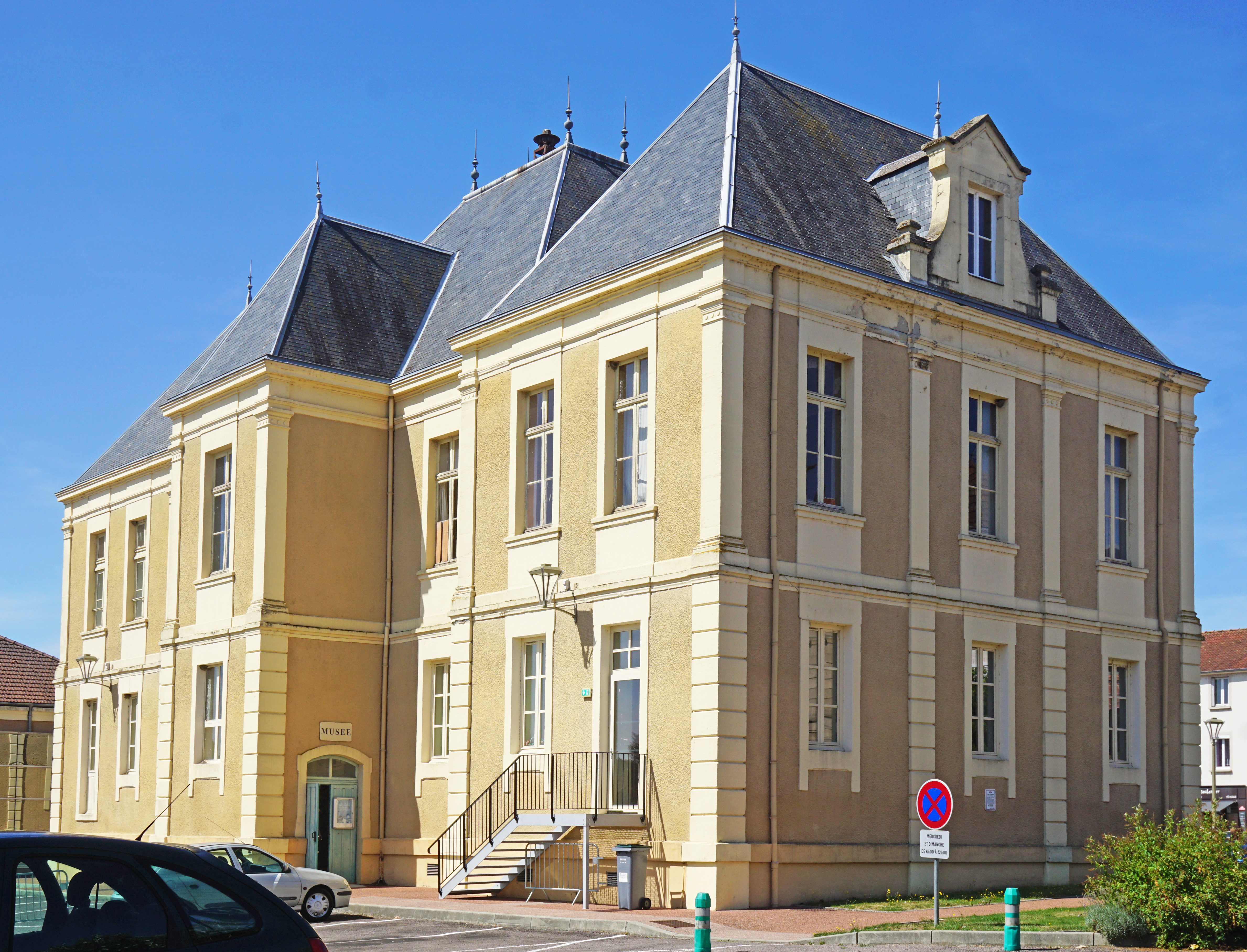
Le bâtiment de la mairie.
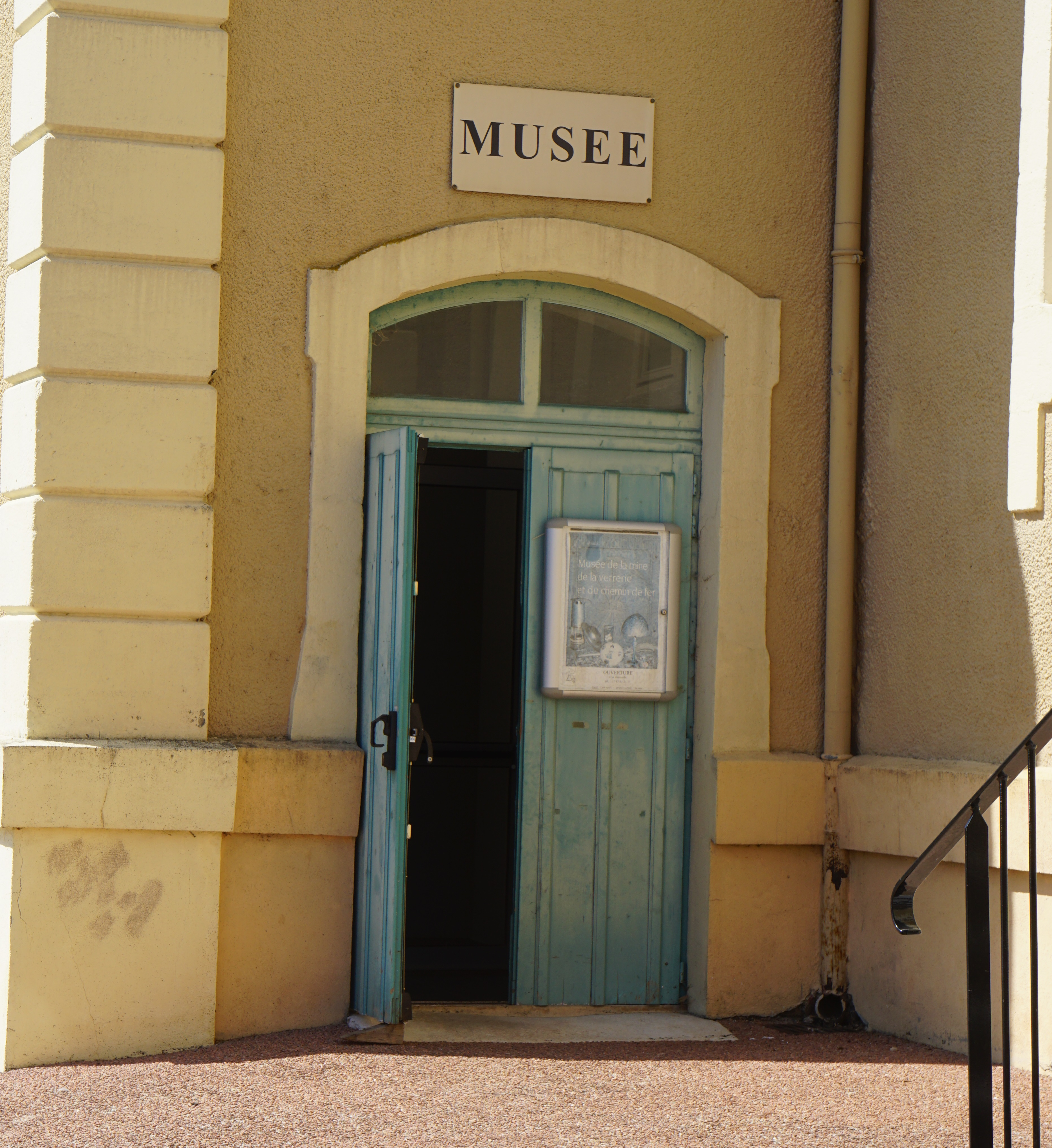
L'entrée derrière la mairie.
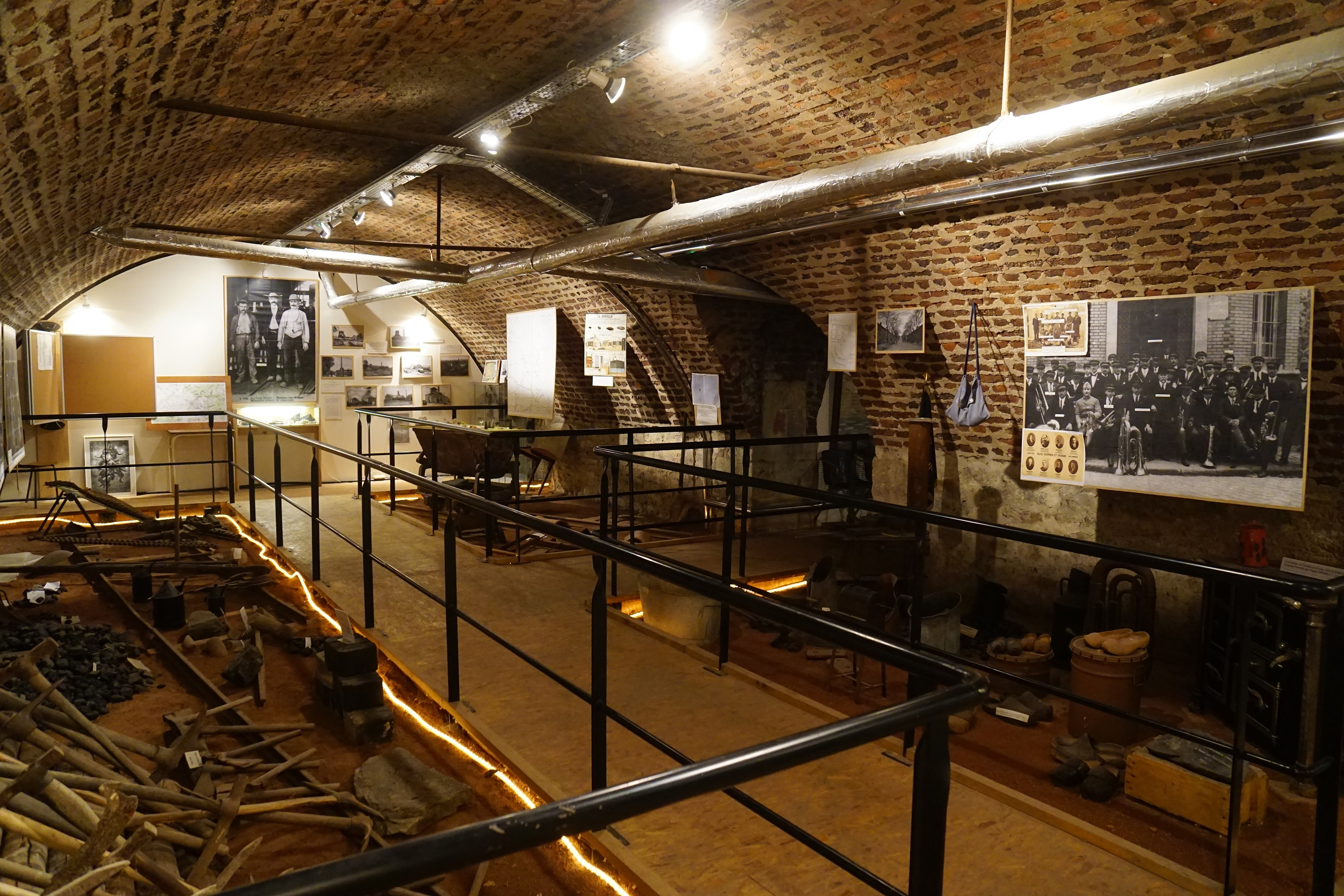
La cave voûtée sous la mairie accueil l'exposition.

## Histoire

### Exploitation minière et industries
Les mines sont exploitées dès le milieu du XVIIIe siècle sur une surface de 3 435 ha.
Au total, 70 puits seront creusés dans ce bassin minier, mais seulement une dizaine assurèrent l'extraction du charbon.

### Musée
Il doit déménager dans l'ancienne gare en 2019, à proximité du puits Hottinguer.